# Колокольцев, Михаил Вениаминович
Михаил Вениаминович Колокольцев (9 марта 1904, Казань — 2 апреля 1994, Нижний Новгород) — советский хирург, профессор, в 1946 году создал аналог дерматома.

## Биография
Родился в Казани, затем семья переехала в Нижний Новгород. Работал на заводе. В 1934 году окончил мединститут. Работал врачом и на кафедре. Во время Зимней и Великой Отечественной войн работал в госпиталях.
В 1953 году его изобретения содействовали созданию первого советского электродерматома. Разработанный Колокольцевым отечественный дерматом выпускался серийно и стал главным в хирургическом лечении ожоговых травм в СССР и России.
Колокольцев серьёзно занимался спортом. Ходил на лыжах. Увлекался яхтингом.

## Награды и звания
- Награждён двумя орденами «Знак Почёта» и пятью медалями
- Почётный гражданин Нижнего Новгорода
- Заслуженный мастер спорта СССР
- Отличник физической культуры и спорта СССР (1954)[3]

## Память

Мемориальная доска Колокольцеву Михаилу Вениаминовичу на доме 18 по Верхне-Волжской набережной в Нижнем Новгороде

- Памятная доска М. В. Колокольцеву установлена на главном фасаде здания Института травматологии и ортопедии в Нижнем Новгороде.
- С 1970 года в Нижнем Новгороде проводится ежегодный легкоатлетический турнир на приз имени М. В. Колокольцева[2]